# Afterhours - Recorded Live in Paris
Afterhours - Recorded Live in Paris è un album live della The Bothy Band, pubblicato dalla Mulligan Records nel 1979. Il disco fu registrato dal vivo nel giugno del 1978 al Palais des Arts di Parigi (Francia).

## Tracce
Brani tradizionali (arrangiamenti The Bothy Band), tranne dove indicato
Lato A
1. Medley – 4:25
2. The Butterfly – 3:09
3. Casadh An tSúgáin – 5:00
4. Farewell to Erin – 3:16
5. The Heathery Hills of Yarrow – 4:53

Lato B
1. The Death of Queen Jane – 4:33 (Dáithí Sproule)
2. Medley – 4:50
3. Medley – 3:22
4. How Can I Live at the Top of a Mountain – 4:16 (Triona Ni Dhomhnaill)
5. Medley – 3:35
6. Medley – 3:02

## Musicisti
- Donal Lunny - voce, bouzouki, chitarra, bodhrán
- Micheál Ó Domhnaill - voce, chitarra, harmonium, organo
- Triona Ni Dhomhnaill - voce, clavinet, harmonium, bodhran
- Matt Molloy - flauto
- Paddy Keenan - cornamuse (bagpipes), fischietto (whistle)
- Kevin Burke - fiddle[1]